# Prekršajni sudovi u Hrvatskoj
Prekršajni sudovi u Republici Hrvatskoj su specijalizirani sudovi, a koji se ustanovljavaju za područje jedne ili više općina, jednog ili više gradova ili dijela gradskog područja.

## Nadležnost
U prekršajnim predmetima sude prekršajni sudovi i Visoki prekršajni sud Republike Hrvatske. Posebnim se zakonom može propisati stvarna nadležnost tijela državne uprave za vođenje prekršajnog postupka u prvom stupnju, osim u postupku po prigovoru protiv obaveznog prekršajnog naloga (članci 239. do 244. Prekršajnog zakona).
Maloljetnim počiniteljima prekršaja uvijek sude sudovi, osim ako Prekršajnim zakonom nije propisano drukčije.
Prekršajni sudovi su nadležni:
1. suditi u prvom stupnju za sve prekršaje, osim za one za koje je zakonom propisana nadležnost tijela državne uprave,
2. odlučivati o prigovorima protiv prekršajnih naloga svih ovlaštenih izdavatelja kada je prigovor podnesen zbog odluke o prekršajnopravnoj sankciji, troškovima postupka, oduzimanja imovinske koristi ili oduzimanja predmeta,
3. odlučivati o žalbi podnesenoj samo zbog odluke o prekršajnopravnim sankcijama, troškovima postupka, oduzimanju imovinske koristi ili oduzimanju predmeta protiv odluke o prekršaju koju je donio sud ili drugo tijelo postupka samo za prekršaj ili stjecaj prekršaja za koje je kao kazna propisana samo novčana kazna do 15.000,00 kuna,
4. odlučivati o zahtjevu za obnovu prekršajnog postupka:
a) u predmetima u kojima su sudili,
b) protiv pravomoćnih prekršajnih naloga ovlaštenih tužitelja ako je riječ o prekršajima iz stvarne nadležnosti suda, te
c) protiv svih pravomoćnih obaveznih prekršajnih naloga.
5. pružati pravnu pomoć prema odredbama međunarodnih ugovora i Prekršajnog zakona,
6. obavljati i druge poslove propisane zakonom
Tijela državne uprave nadležna su:
1. odlučivati u prvom stupnju o prekršajima kada je to propisano posebnim zakonom,
2. odlučivati o zahtjevima za obnovu prekršajnog postupka:
a) u predmetima iz svoje nadležnosti; te
b) protiv pravomoćnih prekršajnih naloga u predmetima za koje je za vođenje prekršajnog postupka predviđeno prvostupanjsko odlučivanje toga tijela državne uprave.
3. obavljati i druge poslove propisane zakonom.

Sjedište i područje nadležnosti prekršajnih sudova:
I. Prekršajni sud u Bjelovaru za područje općina: Berek, Dežanovac, Đulovac, Gornja Rijeka, Hercegovac, Ivanska, Kalnik, Kapela, Končanica, Nova Rača, Rovišće, Severin, Sirač, Sveti Ivan Žabno, Sveti Petar Orehovec, Šandrovac, Štefanje, Velika Pisanica, Velika Trnovitica, Veliki Grđevac, Veliko Trojstvo i Zrinski Topolovac te gradova: Bjelovar, Čazma, Daruvar, Garešnica, Grubišno Polje, Križevci, Lipik i Pakrac.
II. Prekršajni sud u Virovitici za područje općina: Crnac, Čačinci, Čađavica, Gradina, Lukač, Mikleuš, Nova Bukovica, Pitomača, Sopje, Suhopolje, Špišić Bukovica, Voćin i Zdenci te gradova: Orahovica, Slatina i Virovitica.
III. Prekršajni sud u Dubrovniku za područje općina: Blato, Dubrovačko primorje, Janjina, Konavle, Kula Norinska, Lastovo, Lumbarda, Mljet, Orebić, Pojezerje, Slivno, Smokvica, Ston, Trpanj, Vela Luka, Zažablje i Župa dubrovačka te gradova: Dubrovnik, Korčula, Metković, Opuzen, Ploče i Vrgorac.
IV. Prekršajni sud u Gospiću za područje općina: Brinje, Donji Lapac, Gračac, Karlobag, Lovinac, Perušić, Plitvička Jezera, Udbina, Vrhovine te gradova: Gospić i Otočac.
V. Prekršajni sud u Karlovcu za područje općina: Barilović, Bosiljevo, Cetingrad, Draganić, Generalski Stol, Josipdol, Kamanje, Krnjak, Lasinja, Netretić, Plaški, Rakovica, Ribnik, Saborsko, Tounj, Vojnić i Žakanje te gradova: Duga Resa, Karlovac, Ogulin, Ozalj, Slunj i Vrbovsko.
VI. Prekršajni sud u Osijeku za područje općina: Antunovac, Bilje, Bizovac, Čeminac, Čepin, Darda, Donja Motičina, Draž, Drenje, Đurđenovac, Erdut, Ernestinovo, Feričanci, Gorjani, Jagodnjak, Kneževi Vinogradi, Koška, Levanjska Varoš, Magadenovac, Marijanci, Petlovac, Petrijevci, Podgorač, Podravska Moslavina, Popovac, Punitovci, Satnica Đakovačka, Semeljci, Strizivojna, Šodolovci, Trnava, Viljevo, Viškovci, Vladislavci i Vuka te gradova: Beli Manastir, Belišće, Donji Miholjac, Đakovo, Našice, Osijek i Valpovo.
VII. Prekršajni sud u Puli – Pola za područje općina: Bale – Valle, Barban, Brtonigla – Verteneglio, Cerovlje, Fažana – Fasana, Funtana – Fontane, Gračišće, Grožnjan – Grisignana, Kanfanar, Karojba, Kaštelir-Labinci – Castelliere-S. Domenica, Kršan, Lanišće, Ližnjan – Lisignano, Lupoglav, Marčana, Medulin, Motovun – Montona, Oprtalj – Portole, Pićan, Raša, Sveta Nedelja, Sveti Lovreč, Sveti Petar u Šumi, Svetvinčenat, Tar-Vabriga – Torre-Abrega, Tinjan, Višnjan – Visignano, Vižinada – Visinada, Vrsar – Orsera i Žminj te gradova: Buje – Buie, Buzet, Labin, Novigrad – Cittanova, Pazin, Poreč – Parenzo, Pula – Pola, Rovinj – Rovigno, Umag – Umago i Vodnjan – Dignano.
VIII. Prekršajni sud u Rijeci za područje općina: Baška, Brod Moravice, Čavle, Dobrinj, Fužine, Jelenje, Klana, Kostrena, Lokve, Lopar, Lovran, Malinska – Dubašnica, Matulji, Mošćenička Draga, Mrkopalj, Omišalj, Punat, Ravna Gora, Skrad, Vinodolska općina, Viškovo i Vrbnik te gradova: Bakar, Cres, Crikvenica, Čabar, Delnice, Kastav, Kraljevica, Krk, Mali Lošinj, Novi Vinodolski, Opatija, Rab, Rijeka i Senj.
IX. Prekršajni sud u Sisku za područje općina: Donji Kukuruzari, Dvor, Gvozd, Hrvatska Dubica, Jasenovac, Lekenik, Lipovljani, Majur, Martinska Ves, Sunja, Topusko i Velika Ludina te gradova: Glina, Hrvatska Kostajnica, Kutina, Novska, Petrinja, Popovača i Sisak.
X. Prekršajni sud u Požegi za područje općina: Brestovac, Čaglin, Jakšić, Kaptol i Velika te gradova: Kutjevo, Pleternica i Požega.
XI. Prekršajni sud u Slavonskom Brodu za područje općina: Bebrina, Brodski Stupnik, Bukovlje, Cernik, Davor, Donji Andrijevci, Dragalić, Garčin, Gornja Vrba, Gornji Bogićevci, Gundinci, Klakar, Nova Kapela, Okučani, Oprisavci, Oriovac, Podcrkavlje, Rešetari, Sibinj, Sikirevci, Slavonski Šamac, Stara Gradiška, Staro Petrovo Selo, Velika Kopanica, Vrbje i Vrpolje te gradova: Nova Gradiška i Slavonski Brod.
XII. Prekršajni sud u Splitu za područje općina: Baška Voda, Bol, Brela, Cista Provo, Dicmo, Dugi Rat, Dugopolje, Gradac, Hrvace, Jelsa, Klis, Lećevica, Lokvičići, Lovreć, Marina, Milna, Muć, Nerežišća, Okrug, Otok, Podbablje, Podgora, Podstrana, Postira, Prgomet, Primorski Dolac, Proložac, Pučišća, Runovići, Seget, Selca, Sućuraj, Sutivan, Šestanovac, Šolta, Tučepi, Zadvarje, Zagvozd i Zmijavci te gradova: Hvar, Imotski, Kaštela, Komiža, Makarska, Omiš, Sinj, Solin, Split, Stari Grad, Supetar, Trilj, Trogir, Vis i Vrlika.
XIII. Prekršajni sud u Šibeniku za područje općina: Bilice, Biskupija, Civljane, Ervenik, Kijevo, Kistanje, Murter-Kornati, Pirovac, Primošten, Promina, Rogoznica, Ružić, Tisno, Tribunj i Unešić te gradova: Drniš, Knin, Skradin, Šibenik i Vodice.
XIV. Prekršajni sud u Čakovcu za područje općina: Belica, Dekanovec, Domašinec, Donja Dubrava, Donji Kraljevec, Donji Vidovec, Goričan, Gornji Mihaljevec, Kotoriba, Mala Subotica, Nedelišće, Orehovica, Podturen, Pribislavec, Selnica, Strahoninec, Sveta Marija, Sveti Juraj na Bregu, Sveti Martin na Muri, Šenkovec, Štrigova i Vratišinec te gradova: Čakovec, Mursko Središće i Prelog.
XV. Prekršajni sud u Koprivnici za područje općina: Drnje, Đelekovec, Ferdinandovac, Gola, Hlebine, Kalinovac, Kloštar Podravski, Koprivnički Bregi, Koprivnički Ivanec, Legrad, Molve, Novigrad Podravski, Novo Virje, Peteranec, Podravske Sesvete, Rasinja, Sokolovac i Virje te gradova: Đurđevac i Koprivnica.
XVI. Prekršajni sud u Varaždinu za područje općina: Bednja, Beretinec, Breznica, Breznički Hum, Cestica, Donja Voća, Gornji Kneginec, Jalžabet, Klenovnik, Ljubešćica, Mali Bukovec, Martijanec, Maruševec, Petrijanec, Sračinec, Sveti Đurđ, Sveti Ilija, Trnovec Bartolovečki, Veliki Bukovec, Vidovec, Vinica i Visoko te gradova: Ivanec, Lepoglava, Ludbreg, Novi Marof, Varaždin i Varaždinske Toplice.
XVII. Prekršajni sud u Velikoj Gorici za područje općina: Dubrava, Farkaševac, Gradec, Kloštar Ivanić, Kravarsko, Križ, Orle, Pokupsko, Preseka i Rakovec te gradova: Ivanić-Grad, Velika Gorica i Vrbovec.
XVIII. Prekršajni sud u Vukovaru za područje općina: Andrijaševci, Babina Greda, Bogdanovci, Borovo, Bošnjaci, Cerna, Drenovci, Gradište, Gunja, Ivankovo, Jarmina, Lovas, Markušica, Negoslavci, Nijemci, Nuštar, Privlaka, Stari Jankovci, Stari Mikanovci, Štitar, Tompojevci, Tordinci, Tovarnik, Trpinja, Vođinci i Vrbanja te gradova: Ilok, Otok, Vinkovci, Vukovar i Županja.
XIX. Prekršajni sud u Zadru za područje općina: Bibinje, Galovac, Jasenice, Kali, Kolan, Kukljica, Lišane Ostrovičke, Novigrad, Pakoštane, Pašman, Polača, Poličnik, Posedarje, Povljana, Preko, Privlaka, Ražanac, Sali, Stankovci, Starigrad, Sukošan, Sveti Filip i Jakov, Škabrnja, Tkon, Vir, Vrsi i Zemunik Donji te gradova: Benkovac, Biograd na Moru, Nin, Novalja, Obrovac, Pag i Zadar.
XX. Prekršajni sud u Zagrebu za područje općina: Bedenica, Brckovljani i Rugvica, gradova: Dugo Selo i Sveti Ivan Zelina te gradskih četvrti Grada Zagreba: Črnomerec, Donja Dubrava, Donji Grad, Gornja Dubrava, Gornji Grad – Medveščak, Maksimir, Pešćenica – Žitnjak, Podsljeme, Podsused – Vrapče, Sesvete, Stenjevec, Trešnjevka – jug, Trešnjevka – sjever i Trnje.
XXI. Prekršajni sud u Novom Zagrebu za područje općina: Bistra, Brdovec, Dubravica, Jakovlje, Klinča Sela, Krašić, Luka, Marija Gorica, Pisarovina, Pušća, Stupnik i Žumberak, gradova: Jastrebarsko, Samobor, Sveta Nedelja i Zaprešić te gradskih četvrti Grada Zagreba: Brezovica, Novi Zagreb – zapad i Novi Zagreb – istok.
XXII. Prekršajni sud u Zlataru za područje općina: Bedekovčina, Budinščina, Desinić, Đurmanec, Gornja Stubica, Hrašćina, Hum na Sutli, Jesenje, Konjščina, Kraljevec na Sutli, Krapinske Toplice, Kumrovec, Lobor, Mače, Marija Bistrica, Mihovljan, Novi Golubovec, Petrovsko, Radoboj, Stubičke Toplice, Sveti Križ Začretje, Tuhelj, Veliko Trgovišće, Zagorska Sela i Zlatar Bistrica te gradova: Donja Stubica, Klanjec, Krapina, Oroslavje, Pregrada, Zabok i Zlatar.

## Poveznice
- Sudbena vlast u Hrvatskoj
- Visoki prekršajni sud

## Vanjske poveznice
- Pravosudna tijela Republike Hrvatske